# Qatar
För andra betydelser, se Qatar (olika betydelser).
Qatar, även Katar (svenskt uttal [ka'tɑːr]; arabiska: قطر, uttalat [ˈqɑtˤɑr], eller med lokalt uttal [ˈɡɪtˤɑr]), formellt Staten Qatar, är ett emirat som består av en halvö belägen vid Persiska viken på Arabiska halvöns nordöstkust. Landet gränsar i söder till Saudiarabien och har även marin gräns mot Bahrain. År 2017 var den totala befolkningen i Qatar 2,6 miljoner, med 313 000 av dem qatarier med medborgarskap och 2,3 miljoner utlandsstationerade arbetare. 
Qatar har av flera människorättsorganisationer kritiserats för brist på mänskliga rättigheter, bland annat på grund av slaveri, könsdiskriminering och dödsstraff för sexuella minoriteter. Landet har även anklagats för att ha mutat sig till fotbolls-VM för herrar 2022.

## Historia
Tidig mänsklig bosättning i området har dokumenterats från 7500 år sedan. Arkeologiska utgrävningar indikerar att invånarna hade kontakt med Ubaidcivilisationen i Tvåflodslandet kring 5000-4000 år f.Kr. Området utgjorde en del av ett stort handelsnätverk kring Persiska viken från 3000 år f.Kr och framåt. Qatar var en del av det sassanidiska Perserriket kring 200-talet men i början av 600-talet lät den sista hedniske härskaren av angränsande Bahrain områdets invånare konvertera till islam.
Mot slutet av 1700-talet annekterades Qatar i stort av Bahrain men år 1871 pressade guvernören av Bagdad, Midhat Pascha, den inhemska härskarfamiljen Al Thani att underkasta sig turkisk överhöghet och Qatar införlivades i Osmanska riket. Qatar hamnade gradvis i Storbritanniens inflytandesfär från år 1892 men förblev formellt en del av Osmanska riket till 1913. 1916 blev landet ett brittiskt protektorat. Landet blev självständigt den 3 september 1971 och valde, tillsammans med Bahrain, att inte ingå i Förenade arabemiraten som de andra fördragsstaterna vilka fick sin självständighet samtidigt.

## Geografi

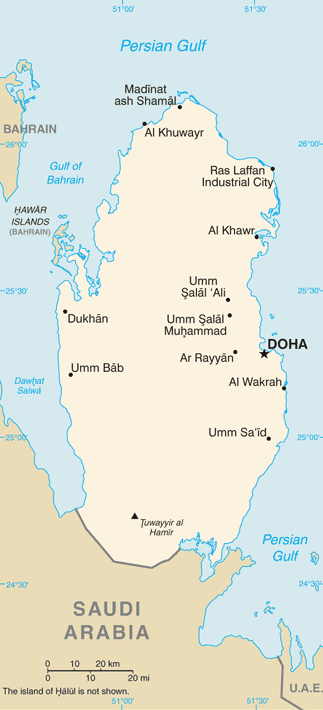
Engelskspråkig karta över Qatar

### Topografi och hydrografi
Qatars landskap består av en platt kalkstensplatå som gradvis stiger från östra till västra delen av landet. De högsta områdena utgörs av kullar, medan det vid nord- och östkusten finns klintbranter på vissa ställen. I södra och sydöstra delarna finns sanddyner. Större delen av landet domineras av sten- och sandöknar med bara ytor och saltavlagringar. Kusten präglas av korallrev.

### Klimat
Qatar har ett varmt ökenklimat, där temperaturen under sommaren kan nå upp till 44 °C. Hög luftfuktighet gör att även nätterna är varma, med en genomsnittstemperatur på cirka 30 °C. Under vintern varierar temperaturen mellan cirka 10 °C på natten och 20 °C på dagen. Den årliga nederbörden är låg, mellan 50 och 75 mm, och kan variera mycket mellan olika år.

### Växt- och djurliv
Det ökendominerade Qatar har ett begränsat växtliv där buskliknande amarantväxter, euforbior, små tamarisker och gräs är mest framträdande. Det finns omkring 220 arter av blomväxter i landet. I norr och i oaserna växer dadelpalmer, och mindre bestånd av mangroveskogar förekommer längs kusten.
Även djurlivet är sparsamt med endast 11 däggdjursarter, främst gnagare, samt 23 häckande fågelarter och 17 kräldjursarter. Arabisk gasell och den återinförda arabiska oryxen finns inom skyddade områden. Kusten fungerar som rastplats och övervintringsområde för vissa vadare, tärnor och måsar, och totalt har över 250 fågelarter noterats. Korallreven utanför kusten är hem för ett rikt marint djurliv.

### Naturskydd
År 2010 saknade Qatar nationalparker, men vissa områden har viss grad av naturskydd.

## Styre och politik

### Författning och styre
Qatar är en absolut monarki där den verkställande, lagstiftande och dömande makten i stort utövas av emiren. Landet har ett enkammarparlament, Rådgivande församlingen, där samtliga ledamöter utses av emiren. Enligt 2003 års författning ska 30 av totalt 45 ledamöter vara folkvalda men i juni 2013 meddelades att det planerade parlamentsvalet skjuts upp på obestämd tid. Regeringen, Ministerrådet, utses av emiren och har befogenhet att föreslå lagar som parlamentet har begränsat inflytande att påverka.

### Administrativ indelning

Qatars kommuner sedan 2004

Sedan 2004 är Qatar indelat i sju kommuner (arabiska: baladiyah).
1. Madinat ash Shamal
2. Al Khor
3. Umm Salal
4. Al Daayen
5. Al Rayyan
6. Doha
7. Al Wakrah

För statistiska ändamål är kommunerna indelade i 98 zoner, som i sin tur är indelade i kvarter ("blocks").

### Internationella relationer
Sedan självständigheten 1971 har Qatar haft en västvänlig utrikespolitik men expanderat sina diplomatiska relationer till andra regioner och varit aktivt deltagande i många internationella organisationer såsom Opec, Arabförbundet och Gulfrådet. Landet har på senare år haft en allt mer framträdande roll i regional politik som medlare i konflikter och finansiär av projekt i utlandet. Bildandet av tv-kanalen al-Jazira 1996 var ett stort steg för Qatars internationella prägel. Al Udeid flygbas väster om huvudstaden är en av USA:s främsta militärposteringar i regionen och landet samarbetade med amerikanerna i deras krig i Irak och Afghanistan.

### Rättsväsende
Qatars rättssystem består främst av två instanser för brottmål respektive civilmål samt ett mindre antal särskilda domstolar. Allmänna shariadomstolar avskaffades 2003 men religiösa normer och traditioner utgör fortfarande grunden för all lagstiftning och tillämpas i synnerhet i familjerätt, arvsrätt och straffrätt.
Jämfört med de mest konservativa arabländerna, såsom Saudiarabien och Kuwait, har Qatar förhållandevis liberala lagar. Efter att den förre emiren i Qatar, Hamad bin Khalifa, kom till makten 1995 har landet genomgått en liberalisering och modernisering. Exempelvis finns det inte längre några klädeslagar för vare sig kvinnor eller män. Qatars lagar tillåter också alkoholhaltiga drycker i viss utsträckning, men barer och pubar förekommer enbart på dyra hotell, till skillnad från Dubai (Förenade arabemiraten) och Bahrain, där nattklubbar och liknande företeelser är helt lagliga.
Qatar har dödsstraff och spöstraff i straffskalan.

### Mänskliga rättigheter
Flera organisationer bedömer att det finns en avsaknad av mänskliga rättigheter i Qatar.

#### Slaveri
Trots att de flesta som arbetar i Qatar har flyttat dit frivilligt riskerar gästarbetare att bli offer för slaveri. Enligt USA:s utrikesdepartement har tusentals utländska arbetare i Qatar systematiskt utsatts för tvångsarbete som i vissa fall har inkluderat prostitution. Arbetare som vägrar lyda order rapporteras få sina pass indragna så att de inte kan lämna landet. I många fall hotas man även med indragen lön eller att bli utsatt för våld.
Slaveriet i Qatar fick medial uppmärksamhet runt om i världen i samband med att landet var värdnation för fotbolls-VM 2022. Under mästerskapets förberedelser avled mer än 6500 migrantarbetare under slavliknande förhållanden, främst i samband med byggandet av infrastruktur.

#### Sex och sexualitet
Sex utanför äktenskap är olagligt i Qatar och straffas med fängelse. Dödsstraff tillämpas för samkönat sex, dock endast om förövarna är muslimer. I annat fall tillämpas fängelsestraff.
Inför VM 2022 hade representanter för Qatar lovat att HBTQ-personer skulle välkomnas i landet. Så blev dock inte fallet då homosexuella par nekades att bo tillsammans på ett flertal hotell och hänvisades till Qatars lagstiftning som förbjuder homosexualitet. Personer med HBTQ-symboler stoppades även av polis och fotbollsspelare förbjöds att bära armband med regnbågsflaggan.
HBTQ-aktivism är inte tillåten i Qatar.

#### Religionsfrihet
Qatar tillämpar sharialagstiftning enligt sunnimuslimsk tradition. Trots att hundratusentals icke-muslimer bor i landet är religionsfriheten ytterst begränsad då utövandet av andra religioner än islam inte får ske offentligt.
Apostasi inom islam är olagligt i Qatar. Den som slutar tro på islam eller konverterar till en annan religion riskerar att straffas med döden.

## Ekonomi och infrastruktur

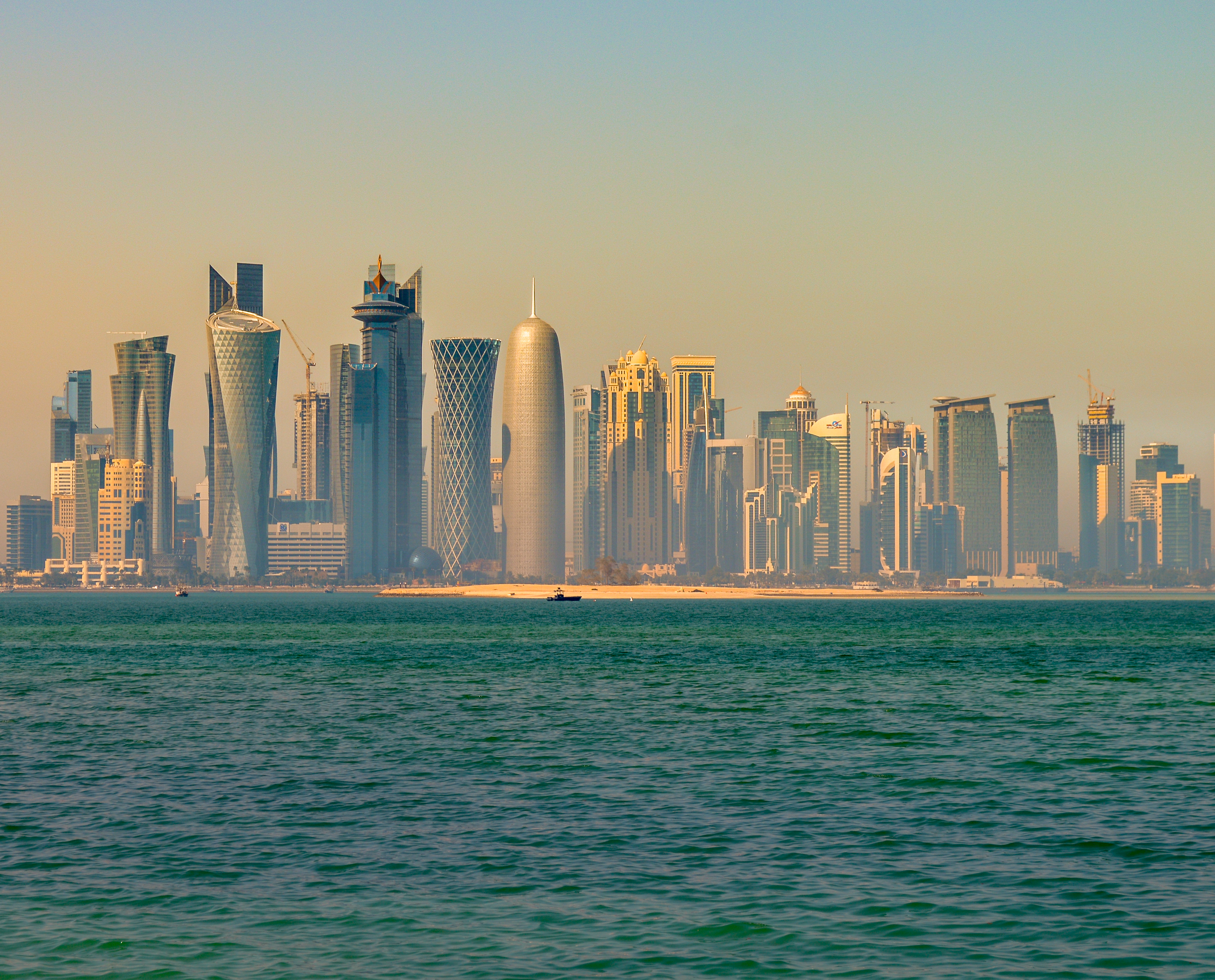
Doha, landets huvudstad och finansiella centrum.

Innan oljan i landet upptäcktes fokuserade de ekonomiska aktiviteterna i landet runt fiske och pärljakt. Efter att den japanska pärlan lanserades på marknaden under 1920- och 1930-talen sjönk dock Qatars pärleindustri. Under 1940-talet upptäcktes oljan, vilken helt och hållet förändrade landets ekonomi.
Qatars nationalinkomst kommer främst från olje- och naturgasexport. Landet har ytterligare 2,4 km³ olja att ge. Qatars levnadsstandard och rikedom går att jämföra med den i Västeuropa, och landet har högst BNP per capita. I Qatar finns ingen inkomstskatt, och är ett av de två länder i världen som har lägst skatter.
Qatar försöker i dagsläget[när?] stimulera den privata sektorn för att utveckla en "vetenskapsekonomi", som inte ska vara lika beroende av oljan och naturgasen. 2004 etablerades en vetenskapspark som ska attrahera teknologibaserade företag och entreprenörer från både andra länder och inom Qatar.

### Infrastruktur

#### Transporter
Qatar Airways är Qatars statsägda flygbolag med sitt flygnav på Hamads internationella flygplats.

#### Utbildning

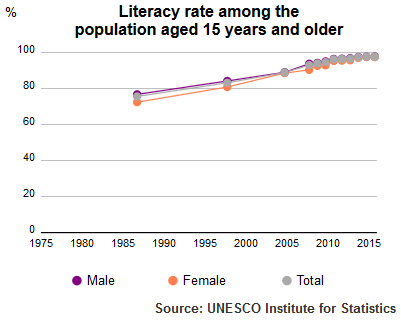
Unesco läskunnighet i Qatars befolkning över 15 års ålder 1985-2015

## Befolkning

### Demografi
Majoriteten av Qatars invånare är arbetskraft från andra länder och är sysselsatta i oljeindustrin. Många av arbetarna kommer från Sydasien och från fattigare angränsande arabländer. Eftersom dessa främst är män har Qatar en mycket skev könsfördelning, med 3,1 män per kvinna (folkräkning 2010). Folkmängden har mer än fördubblats mellan folkräkningarna 2004 och 2010. Invånarantalet uppgick 2010 till 1 699 435 invånare, varav nästan hälften i huvudstaden Doha och den största delen av de övriga invånarna bosatta i Dohas förorter. Andelen män var nästan 76 procent 2010. År 2011 utgjorde qatariska medborgare endast 15 procent av landets totala befolkning.

### Språk
Arabiska är officiellt språk men många förstår engelska.

### Religion
Islam är statsreligion i landet. 90 % av medborgarna är sunnimuslimer som hör till wahhabismen, som dock utövas mindre strikt i Qatar än i ursprungslandet Saudiarabien. Landet är ett av de 13 muslimska länder där att lämna islam (apostasi) enligt lag har dödsstraff som påföljd. Det stora antalet gästarbetare i landet har resulterat i många religiösa minoriteter. En uppskattning gjord av Pew Research Center 2010 visar att cirka 67,7 % av den totala befolkningen är muslimer, 13,8 % kristna, 13,8 % hinduer, 3,1 % buddhister och resterande övriga.

## Kultur

### Idrott
2010 blev Qatar vinnare i omröstningen om vilket land som skulle anordna fotbolls-VM 2022. 2011 blev det klart att Qatar även skulle arrangera handbolls-VM 2015. Cykel-VM arrangerades i Doha 2016. Qatar höll WTA Tour Championships 2008 och 2010, samt Asiatiska mästerskapet i fotboll 2011. Doha lämnade bud på Olympiska sommarspelen 2016 och 2020, men fick det inte.

## Internationella rankningar
| Organisation                                | Undersökning                   | Rankning   |
| ------------------------------------------- | ------------------------------ | ---------- |
| Heritage Foundation/The Wall Street Journal | Index of Economic Freedom 2019 | 28 av 180  |
| Reportrar utan gränser                      | Pressfrihetsindex 2019         | 128 av 180 |
| Transparency International                  | Korruptionsindex 2018          | 33 av 180  |
| FN:s utvecklingsprogram                     | Human Development Index 2018   | 41 av 189  |